# Mitchellowie kontra maszyny
Mitchellowie kontra maszyny (ang. The Mitchells vs. The Machines) – amerykańsko-hongkoński film animowany z 2021 roku w reżyserii Mike’a Riandy, wyprodukowany przez Columbia Pictures, Sony Pictures Animation i Lord Miller Productions. Głównym postaciom głosów użyczają: Abbi Jacobson, Mike Rianda, Danny McBride, Maya Rudolph, Eric Andre, Olivia Colman i Blake Griffin.
Film jest dostępny z polskim dubbingiem w serwisie Netflix od 30 kwietnia 2021.

## Fabuła
Film skupia się na relacjach na linii dzieci-rodzice. Katie, nastoletnia córka Mitchellów, dostaje się do wymarzonej szkoły filmowej i nie może się doczekać, kiedy wyprowadzi się z domu rodziców. Aby to uczcić, rodzice i młodszy brat Aaron zabierają ją na wycieczkę. Jednak plan rodziny się zmienia, gdy w świecie technologii zachodzą duże zmiany – smartfony są zastąpione przez roboty, które wkrótce opanują świat. Mitchellowie muszą ocalić siebie i świat zanim będzie za późno.

## Obsada
- Abbi Jacobson jako Katie Mitchell[2]
- Danny McBride jako Rick Mitchell[2]
- Mike Rianda jako Aaron Mitchell[2]
- Maya Rudolph jako Linda Mitchell[2]
- Eric Andre jako Mark Bowman[2]
- Olivia Colman jako PAL[2]
- Blake Griffin jako robot[3]

## Produkcja
W maju 2018 roku Sony Pictures Animation poinformowało, że film zatytułowany The Mitchells vs. the Machines jest w trakcie rozwoju. Jego producentami zostali Phil Lord i Christopher Miller oraz Kurt Albrecht. Mike Rianda został zatrudniony na stanowisku reżysera oraz wspólnie z Jeffem Rowem do napisania scenariusza. W lutym 2020 roku tytuł został zmieniony na Connected. W maju poinformowano, że Mark Mothersbaugh skomponuje muzykę do filmu. W styczniu 2021 roku płatny serwis streamingowy Netflix odkupił prawa do dystrybucji filmu na świecie, z wyjątkiem Chin, od Sony Pictures za 110 milionów dolarów. Powrócono również wtedy do tytułu The Mitchells vs. the Machines.

## Wydanie
Mitchellowie kontra maszyny zadebiutuje 30 kwietnia 2021 roku w serwisie Netflix. 
Początkowo miał trafić do kin pod tytułem Connected, 18 września 2020 w Stanach Zjednoczonych. Jednak wskutek pandemii COVID-19 Sony Pictures Releasing zdecydowało się na bezterminowe opóźnienie daty premiery, a w styczniu 2021 roku, na wycofanie filmu z dystrybucji kinowej i odsprzedanie praw do niego serwisowi Netflix.

## Odbiór
Film spotkał się z pozytywną reakcją krytyków. W agregatorze recenzji Rotten Tomatoes 96% z 50 recenzji uznano za pozytywne, a średnia ocen wystawionych na ich podstawie wyniosła 8,20. Z kolei w agregatorze Metacritic średnia ważona ocen z 12 recenzji wyniosła 79 punktów na 100.

## Kontrowersje
Po premierze filmu w Polsce Kacper Peresada, dziennikarz portalu Vigilant Magazine, zauważył, że polska wersja dubbingowa pominęła związek homoseksualny głównej bohaterki. W oryginalnej wersji pod koniec filmu mama pyta Katie „Czy ty i Jade jesteście parą?”, natomiast w Polskiej: „Czy to prawda, że Jade jest taka super?”. Temat nagłośniła później fundacja Miłość nie Wyklucza. Netflix zareagował na zarzuty w kilka dni i poprawił dubbing, aby był inkluzywny, wyjaśniając, że polskie tłumaczenie to „pomyłka” wynikająca z „błędu ludzkiego”. 